# Snillfjord
Snillfjord là một đô thị hạt Trøndelag, Na Uy. Nó là một phần của khu vực Fosen. Trung tâm hành chính của đô thị này là làng Snillfjord. Snillfjord đã được tách ra từ Hemne ngày 1 tháng 7 năm 1924. Phần phía đông của Heim đã được sáp nhập với Snillfjord ngày 1 tháng 1 năm 1964.
Đô thị này được đặt tên theo Snillfjorden. Các phần tử đầu tiên có lẽ là một cái tên sông cũ (nay Bergselva). Tên (đề xuất) sông là có thể bắt nguồn từ snjallr có nghĩa là "nhanh".